# Echinoderes andamanensis
Echinoderes andamanensis är en djurart som tillhör fylumet pansarmaskar, och som beskrevs av Higgins och Rao 1979. Echinoderes andamanensis ingår i släktet Echinoderes och familjen Echinoderidae. Inga underarter finns listade i Catalogue of Life.